# Hydaticus verecundus
Hydaticus verecundus är en skalbaggsart som beskrevs av Clark 1864. Hydaticus verecundus ingår i släktet Hydaticus och familjen dykare. Inga underarter finns listade i Catalogue of Life.